# Détroit de l'Amirauté

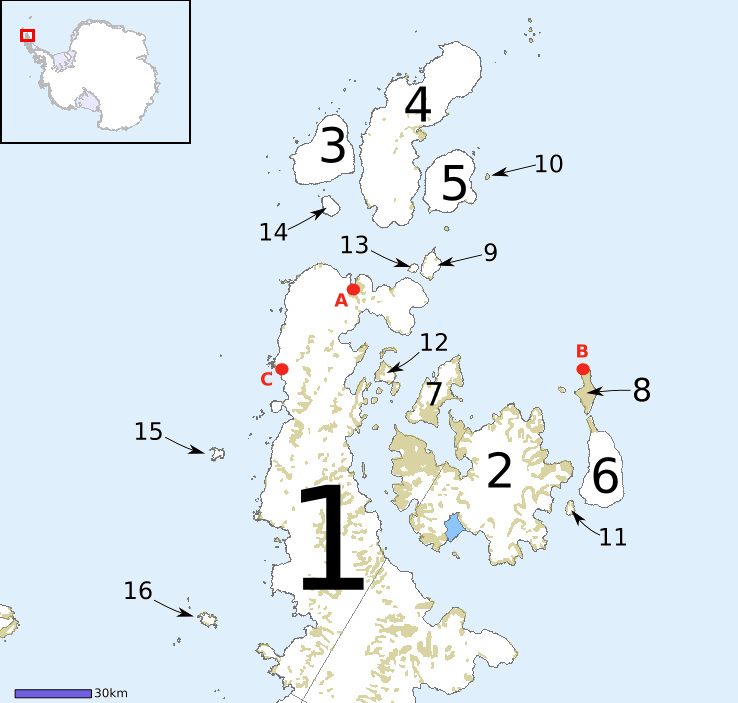
Terre de Graham et les îles de l'extrémité de la péninsule Antarctique. Le détroit de l'Amirauté, à l'Est, sépare l'île James Ross (2) des îles Seymour (8), Snow Hill (6) et Lockyer (11).

Le détroit de l'Amirauté est un détroit de l'Antarctique, qui s'étend du nord-est au sud-ouest et sépare l'île James Ross des îles Seymour, Snow Hill et Lockyer au large de l'extrémité nord de la péninsule Antarctique.
La large partie nord-est du détroit a été nommée chenal de l'Amirauté lors de l'expédition britannique du capitaine James Clark Ross, qui l'a découvert le 6 janvier 1843. Ce passage a été défini comme étant un détroit plutôt qu'une baie, en 1902, par l'expédition Antarctic suédoise conduite par Otto Nordenskjöld.